# Garthar Gompa
Le Garthar Gompa (tibétain : མགར་ཐར་དགོན་པ, Wylie : mgar thar dgon pa aussi Garthar Gompaling ; translittération en pinyin : gādá xiàngbālín) ou bien Huiyuan si (chinois : 惠远寺 ; pinyin : huìyuǎn sì) est un temple et monastère bouddhiste tibétain de tradition gelugpa situé sur le xian de Dawu, préfecture autonome tibétaine de Garzê, en province du Sichuan, en République populaire de Chine.
Il fut construit en 1729, pendant les invasions des Dzoungars de la région.
Le site est classé (8-0435-3-238) dans la liste culturels protégés de la province du Sichuan (zh) (四川省文物保护单位列表).
Le 7 octobre 2019, il entre sur la 8e liste des Sites historiques et culturels majeurs protégés au niveau national,.